# Lev Atamanov
Lev Konstantinovič Atamanov, in russo Лев Константинович Атаманов?, nato Levon Konstantinovič Atamanjan in russo Левон Константинович Атаманян?, in armeno Լևոն Կոնստանտինի Ատամանյան? (Mosca, 21 febbraio 1905 – Mosca, 12 febbraio 1981), è stato un regista sovietico.
Tra i principali collaboratori dello studio di animazione Sojuzmul'tfil'm, ha ricevuto nel 1978 il titolo di Artista del Popolo della RSFS Russa.

## Filmografia parziale
- Il fiorellino vermiglio (1952)
- L'antilope d'oro (1954)
- La regina delle nevi (1957)
- Kotënok po imeni Gav (1976-1980)
- Balerina na korable (1969)